# Davide Fontolan
Davide Fontolan (* 24. Februar 1966 in Garbagnate Milanese) ist ein ehemaliger italienischer Fußballspieler.

## Karriere
Davide Fontolan begann seine Laufbahn 1982 beim damaligen Viertligisten AC Legnano, für den er in der Saison 1982/83 in der Serie C2 debütierte und in seinem ersten Ligaspiel sogleich einen Treffer erzielte. Zum Saisonende stieg Fontolan mit dem Verein in die dritte Spielklasse auf. In den nächsten drei Jahren wurde er immer mehr zu einem wichtigen Bindeglied im Mittelfeld der Lombarden und setzte sich als Stammspieler in Szene. Zur Saison 1986/87 ging er zur AC Parma, wo er in 31 Ligaspielen der Serie C1 sechs Tore erzielte und nach einer Saison vom Zweitligisten Udinese Calcio abgeworben wurde. Auch im Friaul gelang ihm eine solide Saison mit fünf Torerfolgen. Nach wiederum lediglich einer Saison kehrte er auch den Bianconeri den Rücken und verließ den Verein in Richtung Genua, wo er beim CFC Genua einen Kontrakt unterschrieb. Bei den Rossoblu schaffte Fontolan den endgültigen Durchbruch in der Serie B und trug mit sechs Toren in 35 Spielen zum Aufstieg in die Serie A bei.
Die Saison 1989/90 endete für Fontolan und dem CFC Genua mit dem Ligaerhalt in der höchsten Spielklasse und der Mittelfeldmann wurde anschließend von Inter Mailand verpflichtet. In seiner Debütsaison kam er zu keinem Pflichtspieleinsatz bei den Nerazzurri und Fontolan lief im August 1991 in einem Spiel der Coppa Italia erstmals für die Mailänder aufs Spielfeld. In den folgenden fünf Saisons zählte er mehrheitlich zum Stammkader bei Inter. Sein größter Erfolg bei seinem Engagement in Mailand war der Sieg im UEFA-Pokal 1993/94. Zur Saison 1996/97 ging er zum FC Bologna und absolvierte dort noch vier Spielzeiten in der höchsten Spielklasse. Zur Saison 2000/01 wechselte Fontolan zu Cagliari Calcio, wo er seine Laufbahn mit neun Einsätzen und zwei Toren in der Serie B ausklingen ließ.
Fontolan wurde während seiner Karriere nie für eine italienische Nachwuchsnationalmannschaft nominiert. 1993 wurde er von Arrigo Sacchi für ein Länderspiel gegen Portugal in den Kader der Squadra Azzurra berufen, allerdings nicht eingesetzt. 
Sein Bruder Silvano war ebenfalls Profifußballer.